# Campionatul Mondial de Alergare Montană
Campionatul Mondial de Alergare Montană (în engleză World Mountain Running Championships) este o competiție de alergare montană organizată de Asociația Internațională de Alergare Montană, federația care se ocupă de alergarea pe munte la nivel mondial. 

## Istoric
Campionatul mondial s-a născut în 1985 cu numele World Mountain Running Trophy (Trofeul internațional de alergare pe munte); din 2009 are numele actual. Din 1985 până în 1992 a avut loc o probă suplimentară în rândul bărbaților seniori, cea a sprintului sau a cursei „short”.
La prima ediție, în 1985, doar națiunile europene au participat, în ciuda faptului că a fost un campionat mondial. Acest lucru s-a schimbat în anul următor, când au participat patru sportivi din Maroc și unul din Algeria. Țările din Europa de Est au rămas absente de la campionatele mondiale, cu excepția Ungariei, care a trimis un sportiv la campionatele mondiale din 1989. La sfârșitul Războiului Rece, au participat pentru prima dată în 1990 sportivi din Germania (unificată), Uniunea Sovietică, Cehoslovacia, Polonia și Bulgaria. Până în 2008, sportivi din Anglia, Irlanda de Nord, Scoția și Țara Galilor au participat ca națiuni unice, din 2009, toți participând împreună ca Regatul Unit.
Evenimentul a luat un caracter oficial din 2009 de către IAAF (International Association of Athletics Federations), adică Asociația Internațională a Federațiilor de Atletism.
În 2019, evenimentul a avut loc pentru prima dată în America de Sud, schimbând puțin calendarul. Așadar, a avut loc în noiembrie, când evenimentul are loc de obicei în septembrie.

## Categorii
Evenimentul are loc anual și include competiții împărțite în patru categorii:
- Seniores masculin
- Seniores feminin
- Under 20 masculin, abreviat U20M, (înainte juniores masculin)
- Under 20 feminin, abreviat U20W, (înainte juniores feminin)

Pentru fiecare dintre aceste categorii se acordă și titlul mondial pe echipe.

## Ediții
| Ediție | An   | Oraș                     | Țară                       | Data          |
| ------ | ---- | ------------------------ | -------------------------- | ------------- |
| 1      | 1985 | San Vigilio di Marebbe   | Italia                     | 23 septembrie |
| 2      | 1986 | Morbegno                 | Italia                     | 5 octombrie   |
| 3      | 1987 | Lenzerheide              | Elveția                    | 23 august     |
| 4      | 1988 | Keswick                  | Regatul Unit               | 15 octombrie  |
| 5      | 1989 | Die e Châtillon-en-Diois | Franța                     | 16 septembrie |
| 6      | 1990 | Telfes im Stubai         | Austria                    | 15 septembrie |
| 7      | 1991 | Zermatt                  | Elveția                    | 8 septembrie  |
| 8      | 1992 | Val di Susa              | Italia                     | 30 august     |
| 9      | 1993 | Gap                      | Franța                     | 5 septembrie  |
| 10     | 1994 | Berchtesgaden            | Germania                   | 4 septembrie  |
| 11     | 1995 | Edinburgh                | Regatul Unit               | 10 septembrie |
| 12     | 1996 | Telfes im Stubai         | Austria                    | 1º septembrie |
| 13     | 1997 | Malé Svatoňovice         | Cehia                      | 7 septembrie  |
| 14     | 1998 | Dimitile (La Réunion)    | Franța                     | 20 septembrie |
| 15     | 1999 | Parcul Kinabalu          | Malaysia                   | 19 septembrie |
| 16     | 2000 | Bergen                   | Germania                   | 10 septembrie |
| 17     | 2001 | Arta Terme               | Italia                     | 16 septembrie |
| 18     | 2002 | Innsbruck                | Austria                    | 15 septembrie |
| 19     | 2003 | Girdwood (Alaska)        | Statele Unite ale Americii | 21 septembrie |
| 20     | 2004 | Sauze d'Oulx             | Italia                     | 5 septembrie  |
| 21     | 2005 | Wellington               | Noua Zeelandă              | 25 septembrie |
| 22     | 2006 | Bursa-Uludag             | Turcia                     | 10 septembrie |
| 23     | 2007 | Ovronnaz                 | Elveția                    | 15 septembrie |
| 24     | 2008 | Crans-Montana            | Elveția                    | 6 septembrie  |
| 25     | 2009 | Campodolcino e Madesimo  | Italia                     | 6 septembrie  |
| 26     | 2010 | Kamnik, Velika Planina   | Slovenia                   | 5 septembrie  |
| 27     | 2011 | Tirana                   | Albania                    | 11 septembrie |
| 28     | 2012 | Temù - Ponte di Legno    | Italia                     | 2 septembrie  |
| 29     | 2013 | Krynica-Zdrój            | Polonia                    | 8 septembrie  |
| 30     | 2014 | Casette di Massa         | Italia                     | 13 septembrie |
| 31     | 2015 | Betws-y-Coed             | Regatul Unit               | 19 septembrie |
| 32     | 2016 | Sapareva Banya           | Bulgaria                   | 11 septembrie |
| 33     | 2017 | Premana                  | Italia                     | 30 iulie      |
| 34     | 2018 | Canillo                  | Andorra                    | 16 septembrie |
| 35     | 2019 | Villa La Angostura       | Argentina                  | 15 noiembrie  |

## Câștigători

### Short distance
Desfășurat între 1985 și 1992, doar la nivel masculin.
| Ediție | An   | Individual masculin | Echipe masculin |
| ------ | ---- | ------------------- | --------------- |
| 1      | 1985 | Kenny Stuart        | Italia          |
| 2      | 1986 | Maurizio Simonetti  | Italia          |
| 3      | 1987 | Fausto Bonzi        | Italia          |
| 4      | 1988 | Alfonso Valicella   | Italia          |
| 5      | 1989 | Fausto Bonzi        | Italia          |
| 6      | 1990 | Severino Bernardini | Italia          |
| 7      | 1991 | John Leniham        | Elveția         |
| 8      | 1992 | Martin Jones        | Anglia          |

### Masculin și feminin
| Ediție | An   | Individual masculin | Echipe masculin            | Individual feminin | Echipe feminin             |
| ------ | ---- | ------------------- | -------------------------- | ------------------ | -------------------------- |
| 1      | 1985 | Alfonso Valicella   | Italia                     | Olivia Grüner      | Italia                     |
| 2      | 1986 | Alfonso Valicella   | Italia                     | Carol Haigh        | Elveția                    |
| 3      | 1987 | Jay Johnson         | Italia                     | Fabiola Rueda      | Italia                     |
| 4      | 1988 | Dino Tadello        | Italia                     | Fabiola Rueda      | Elveția                    |
| 5      | 1989 | Jairo Correa        | Italia                     | Isabelle Guillot   | Italia                     |
| 6      | 1990 | Costantino Bertolla | Italia                     | Beverly Redfern    | Elveția                    |
| 7      | 1991 | Jairo Correa        | Italia                     | Isabelle Guillot   | Franța                     |
| 8      | 1992 | Helmut Schmuck      | Franța                     | Gudrun Pflüger     | Austria                    |
| 9      | 1993 | Martin Jones        | Italia                     | Isabelle Guillot   | Italia                     |
| 10     | 1994 | Helmut Schmuck      | Italia                     | Gudrun Pflüger     | Franța                     |
| 11     | 1995 | Lucio Fregona       | Italia                     | Gudrun Pflüger     | Franța                     |
| 12     | 1996 | Antonio Molinari    | Italia                     | Gudrun Pflüger     | Franța                     |
| 13     | 1997 | Marco De Gasperi    | Italia                     | Isabelle Guillot   | Franța                     |
| 14     | 1998 | Jonathan Wyatt      | Italia                     | Dita Hebelkova     | Italia                     |
| 15     | 1999 | Marco De Gasperi    | Italia                     | Rosita Rota Gelpi  | Italia                     |
| 16     | 2000 | Jonathan Wyatt      | Italia                     | Angela Mudge       | Noua Zeelandă              |
| 17     | 2001 | Marco De Gasperi    | Italia                     | Melissa Moon       | Italia                     |
| 18     | 2002 | Jonathan Wyatt      | Italia                     | Svetlana Demidenko | Italia                     |
| 19     | 2003 | Marco De Gasperi    | Italia                     | Melissa Moon       | Scoția                     |
| 20     | 2004 | Jonathan Wyatt      | Italia                     | Rosita Rota Gelpi  | Italia                     |
| 21     | 2005 | Jonathan Wyatt      | Italia                     | Kate Mc Ilroy      | Italia                     |
| 22     | 2006 | Rolando Ortiz       | Eritreea                   | Andrea Mayr        | Statele Unite ale Americii |
| 23     | 2007 | Marco De Gasperi    | Italia                     | Anna Pichrtova     | Statele Unite ale Americii |
| 24     | 2008 | Jonathan Wyatt      | Italia                     | Andrea Mayr        | Norvegia                   |
| 25     | 2009 | Geoffrey Kusuro     | Eritreea                   | Valentina Belotti  | Regatul Unit               |
| 26     | 2010 | Samson K.Gashazghi  | Eritreea                   | Andrea Mayr        | Italia                     |
| 27     | 2011 | Max King            | Italia                     | Kasie Enman        | Italia                     |
| 28     | 2012 | Petro Mamu          | Eritreea                   | Andrea Mayr        | Statele Unite ale Americii |
| 29     | 2013 | Philip Kiplimo      | Uganda                     | Alice Gaggi        | Italia                     |
| 30     | 2014 | Isaac Kiprop        | Uganda                     | Andrea Mayr        | Italia                     |
| 31     | 2015 | Fred Musobo         | Italia                     | Stella Chesang     | Regatul Unit               |
| 32     | 2016 | Joseph Gray         | Statele Unite ale Americii | Andrea Mayr        | Italia                     |
| 33     | 2017 | Victor Kiplangat    | Uganda                     | Lucy Wambui Murigi | Statele Unite ale Americii |
| 34     | 2018 | Robert Chemonges    | Uganda                     | Lucy Wambui Murigi | Kenya                      |
| 35     | 2019 | Joseph Gray         | Cehia                      | Grayson Murphy     | Franța                     |

### U20M e U20W
| Ediție | An   | Individual U20M    | Echipe U20M                | Individual U20W    | Echipe U20W  |
| ------ | ---- | ------------------ | -------------------------- | ------------------ | ------------ |
| 1      | 1985 | Batista Lizzoli    | Italia                     |                    |              |
| 2      | 1986 | Maurizio Simonetti | Italia                     |                    |              |
| 3      | 1987 | Fausto Lizzoli     | Italia                     |                    |              |
| 4      | 1988 | Woody Schoch       | Elveția                    |                    |              |
| 5      | 1989 | Andrea Agostini    | Elveția                    |                    |              |
| 6      | 1990 | Markus Kröll       | Rusia                      |                    |              |
| 7      | 1991 | Ulrich Steidl      | Italia                     |                    |              |
| 8      | 1992 | Maurizio Gemetto   | Italia                     | Rosita Rota Gelpi  | Italia       |
| 9      | 1993 | Gabriele De Nard   | Italia                     |                    |              |
| 10     | 1994 | Martin Bajčičák    | Cehia                      |                    |              |
| 11     | 1995 | Maurizio Bonetti   | Italia                     |                    |              |
| 12     | 1996 | Marco De Gasperi   | Italia                     |                    |              |
| 13     | 1997 | Petr Losman        | Italia                     | Victoria Wilkinson | Cehia        |
| 14     | 1998 | Raymond Fontaine   | Italia                     | Cornelia Heinzle   | Slovenia     |
| 15     | 1999 | Beniamino Lubrini  | Italia                     | Cornelia Heinzle   | Slovenia     |
| 16     | 2000 | Nebai Habtegiorgis | Italia                     | Elise Marcot       | Italia       |
| 17     | 2001 | Stefano Scaini     | Italia                     | Lea Vetsch         | Polonia      |
| 18     | 2002 | Stefano Scaini     | Italia                     | Victoria Ivanova   | Turcia       |
| 19     | 2003 | Mitja Kosovelj     | Slovenia                   | Karrissa Hawitt    | Slovenia     |
| 20     | 2004 | Mohamed Haben      | Eritreea                   | Yulia Mochalova    | Slovenia     |
| 21     | 2005 | Vedat Gunen        | Turcia                     | Yulia Mochalova    | Slovenia     |
| 22     | 2006 | Ermias Mehrteab    | Eritreea                   | Katarina Beresova  | Rusia        |
| 23     | 2007 | Geoffrey Kusuro    | Eritreea                   | Lara Tamsett       | Australia    |
| 24     | 2008 | Sindre Buraas      | Turcia                     | Laura Park         | Anglia       |
| 25     | 2009 | Xavier Chevrier    | Turcia                     | Yasemin Can        | Turcia       |
| 26     | 2010 | Yossief Tekele     | Turcia                     | Yasemin Can        | Turcia       |
| 27     | 2011 | Adem Karagoz       | Turcia                     | Lea Einfalt        | Turcia       |
| 28     | 2012 | Michael Cherop     | Uganda                     | Sevilay Eytemis    | Turcia       |
| 29     | 2013 | Nekagenet Crippa   | Cehia                      | Mandy Ortiz        | Regatul Unit |
| 30     | 2014 | Phillip Kipyego    | Turcia                     | Stella Chesang     | Germania     |
| 31     | 2015 | Ferhat Bozkurt     | Turcia                     | Allie Ostrander    | Cehia        |
| 32     | 2016 | Joel Ayeko         | Statele Unite ale Americii | Sarah Kistner      | Cehia        |
| 33     | 2017 | Oscar Chelimo      | Uganda                     | Risper Chebet      | România      |
| 34     | 2018 | Dan Chebet         | Uganda                     | Risper Chebet      | Uganda       |
| 35     | 2019 | Joseph Dugdale     | Regatul Unit               | Angela Mattevi     | Italia       |